# Shashka

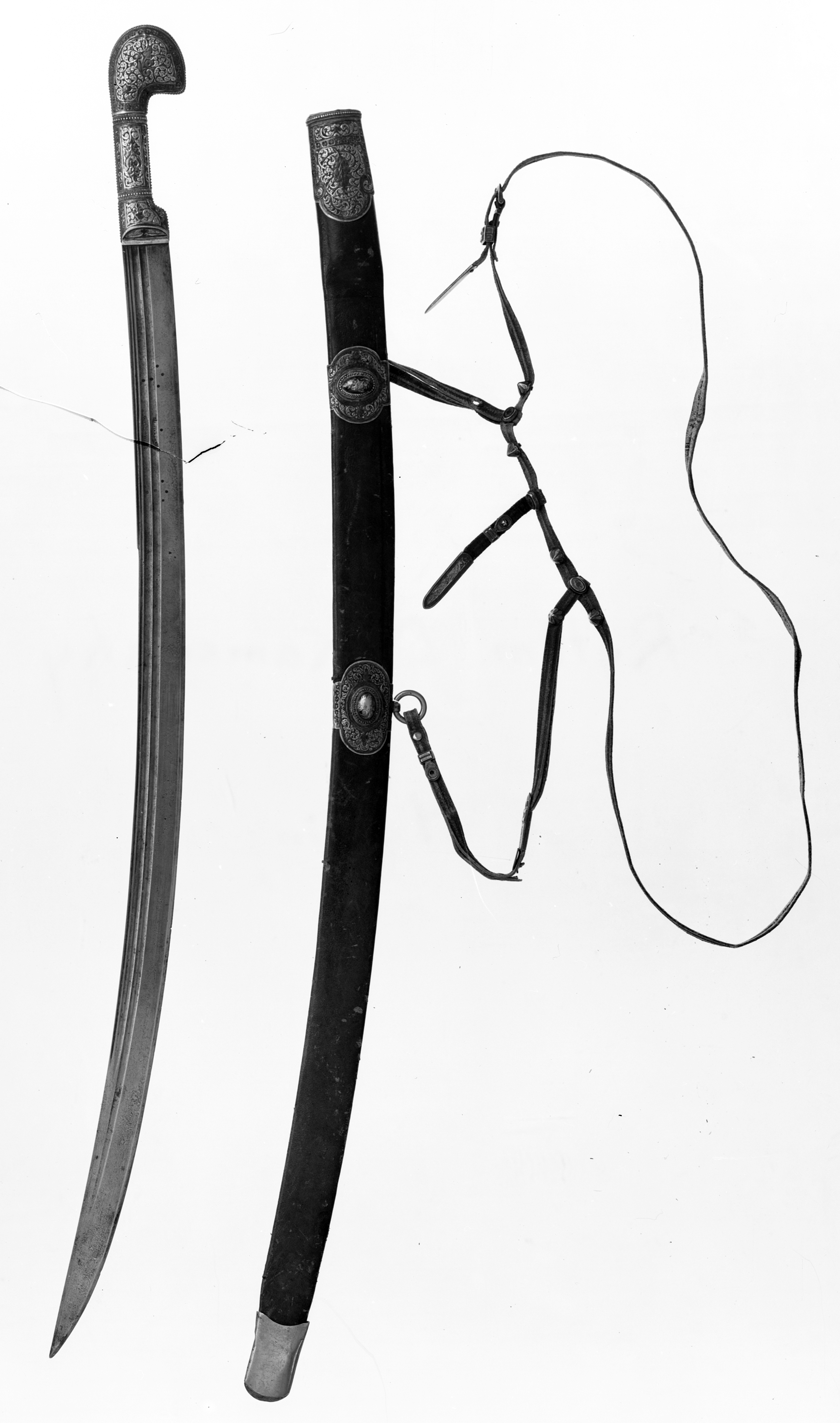
Una shashka circasiana/caucásica con su vaina

Shashka (del idioma circasiano "seshjue" o "sashjo ", que se traduce como "cuchillo grande" o "largo") es un arma blanca ligera y punzocortante de hoja larga.
Posee una hoja ligeramente curvada y de un filo, en la punta filo doble; sin embargo, no está clasificada como un tipo de sable. Mide menos de un metro de longitud total. En Rusia, distintos modelos de shashkas tienen longitud de hoja entre 81 y 88 cm. Los Shashkas originales circasianos y cosacos eran aún más livianos y cortos. La empuñadura, normalmente ligeramente doblada en dirección contraria a la curvatura de la hoja, no cuenta con protecciones (guarda) para la mano - característico para este tipo de arma. Funda de madera, forrada en cuero, con anillo (normalmente uno) para la dragona sobre la parte exterior de la curvatura.

## Historia

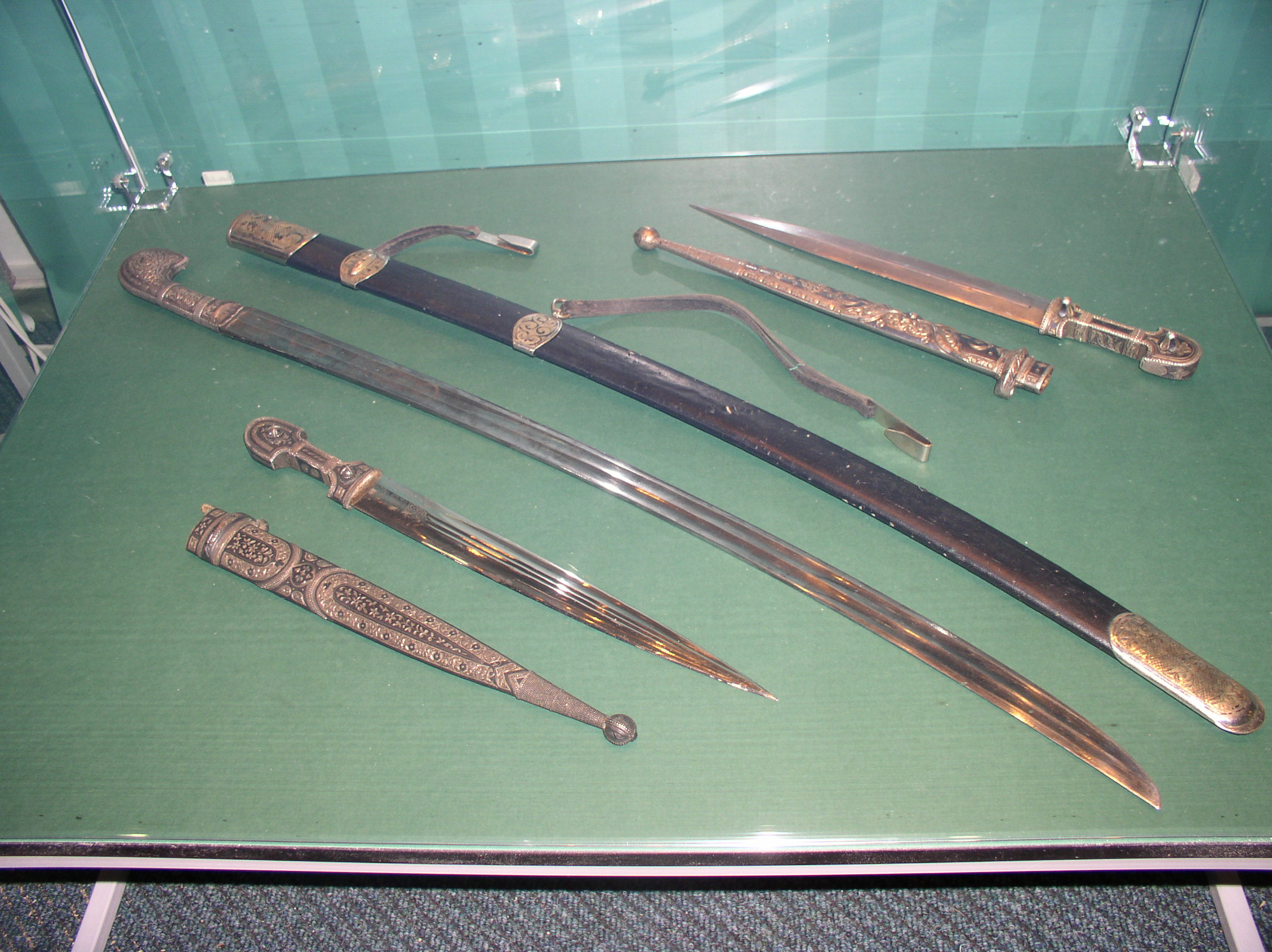

La Shashka tiene orígenes circasianos. Los primeros ejemplares datan de los siglos XII y XIII. En fuentes escritas la palabra «shashka» fue mencionada por primera vez por Giovanni Di Luca en el año 1625. Con la masificación de las armas de fuego y el fin del uso de armaduras de metal como protecciones personales, la shashka desplazó a los sables, como arma de guerra común, primeramente en el Cáucaso y posteriormente en el Ejército de Rusia. Los primeros en adaptar esta arma fueron los cosacos de Kuban y de Terek, por su cercanía tradicional y originaria con los pueblos del Cáucaso. 
En 1834, el shashka fue adoptado por primera vez en servicio en el Ejército Imperial Ruso (armaron un regimiento de dragones de la ciudad de Nizhni Nóvgorod). Pero todo el resto de la caballería ligera en ese momento estaba armada con sables (pero los coraceros estaban armados con espadas). En 1841 se comenzó a fabricar la segunda versión de esta arma.
Sin embargo, el ejército ruso continuó utilizando sables hasta 1881, y luego fueron reemplazados por shashka.
Al principio del siglo XX el sable como arma reglamentaria se mantuvo solamente en guarniciones de la Guardia de húsares, para oficiales de todas las armas del Ejército ruso, en la gendarmería y en la policía.
La shashka de 1881 se produjo en seis versiones diferentes (para soldados, para oficiales de caballería, para artilleros, para cosacos) y fue utilizada por el ejército ruso hasta la revolución de 1917 y después.
El Ejército Rojo utilizó inicialmente el shashka de 1881, pero en 1927 comenzó a fabricar el shashka estándar modelo 1927.
En 1940 se fabricó una pequeña cantidad de shashkas ceremoniales para generales (pero ya en 1949 fueron sustituidos por dirk).
En las batallas de 1941-1945 esta arma fue utilizada por la caballería del Ejército Rojo. Después del final de la Segunda Guerra Mundial, el número de tropas soviéticas se redujo. Casi todas las unidades de caballería fueron disueltas. Después de mediados de la década de 1950, los shashkas se utilizaron en la URSS como armas ceremoniales.
En 1968, un shashka con empuñadura dorada y la imagen del escudo de la URSS se convirtió en premio estatal de la URSS.
En memoria histórica, el shashka se destaca ante todo como arma tradicional cosaca, y hasta el día de hoy es considerada como detalle inseparable de la cultura tradicional cosaca y un elemento del traje del hombre tradicional folclórico cosaco.
En la Federación Rusa, los cosacos pueden portar un shashka y una daga, pero estas armas deben estar registradas.
El Shashka no es considerado como un tipo de sable. Distintos modelos de shashka tienen detalles comunes que los diferencia del sable tradicional: ausencia de protección (guarda) para la mano (casi en la totalidad de los modelos); ausencia de punta punzante divisible; considerablemente menor la curvatura de la hoja; diferencia en balanceamiento del arma y característica de su uso en combate: un shashka se usa para golpes de tajo y a veces para efectuar cortes pero no para apuñalar, como con un sable. De su uso en combate desprende el modo de adosado en la funda del shashka sobre uno o dos anillos a la dragona de cintura o de hombro (normalmente): con el filo arriba, ya que para efectuar un golpe de tajo de arriba abajo, es más fácil desenfundar a un shashka específicamente desde esta posición. Esta arma se utiliza para atajar y defenderse de un ataque inesperado de un movimiento y sin cambiar la posición de mano y a la vez desenfundar y efectuar un golpe inmediato, independientemente de estar a caballo o de pie. De manera similar se portan y se usan las katanas, un tipo de arma blanca que alcanzó su perfección en el Japón feudal. Un buen combatiente, armado con un ligero shashka debe contar principalmente con su rapidez, habilidad y dominio de técnicas de esgrima y no con la fuerza del golpe, común en el uso de un arma blanca pesada.

## Uso del shashka
- «La ausencia de protección (guarda) para la mano, aliviaba el arma y trasladaba el centro de gravedad al lado del filo de la hoja. Gracias a esto, el shashka era más liviano, más fácil para manipular y a la vez permitía efectuar golpes pesados».

— El peso de un shashka y de un sable casi no se diferenciaban. En año 1841, tanto shashka como sable eran armas reglamentarias y pesaban hasta 1500 gramos ambas. Sin embargo hubo gran diferencia en el balanceamiento: el centro de gravedad de un shashka se ubica más cerca de la punta de hoja mientras que en un sable este se ubica más próximo a la empuñadura. De allí viene la diferencia en técnicas de uso entre ambas: con un shashka no «alabean» de muñeca, si no que se efectúan potentes y fuertes golpes «desde el torso del cuerpo», extremadamente problemáticos a la hora de esquivar y evitarlos.
- «El gancho en la punta de la empuñadura servia para desenfundar un shashka (la empuñadura de shashka esta hundida al interior de la funda). Se desenfundaba con el dedo meñique.»

— Se desenfundaba con una toma decidida y firme de la empuñadura con la mano completa.
- «Las ventajas de un shashka eran muy insignificantes. Los golpes había que efectuarlos con la base de la hoja, lo más cercano posible a la empuñadura (por eso las espadas de tajo se elaboraban con protección (guarda) de mano de pequeño tamaño o sin esta), y posteriormente al golpe había que tirar el arma de vuelta en dirección al cuerpo (por eso la empuñadura tenia un pronunciado gancho en su extremo). Lo primero aminoraba el alcance del arma, y lo segundo no siempre resultaba fácil.»

— La técnica desde arriba, es característica de un sable. Con un shashka se efectúan golpes de tajo, tajo con estira, cortes y semicortes, golpes con superficie ancha, etc, de una manera más cómoda, simple y efectiva.

## Proverbio
"El Shashka debe ser: liviana - como pluma de un ave; filosa - como navaja para afeitar; y flexible – como una rama de Ratán. Aquellos, quienes portan un sable pesado, no confían en su destreza."

## Publicaciones
- Отечественное холодное оружие. М., Воениздат, 1978.

- Wikimedia Commons alberga una categoría multimedia sobre Shashka.

- Datos: Q730829
- Multimedia: Shashka / Q730829